# Přední Kopanina
Přední Kopanina – część Pragi leżąca w dzielnicy Praga 6, na północny zachód od centrum miasta. W 2006 liczyło 667 mieszkańców.